# Most Benjamina Franklina
Benjamin Franklin Bridge (pierwotnie nazwany Delaware River Bridge, znany lokalnie jako Ben Franklin Bridge) – most wiszący w poprzek rzeki Delaware łączący Filadelfię (Pensylwania) i Camden (New Jersey). Jest jednym z czterech głównych mostów drogowych między Filadelfią a południowym New Jersey, wraz z mostami Betsy Ross, Walt Whitman i Tacony-Palmyra. Należy do i jest zarządzany przez Delaware River Port Authority. Przez most przebiega międzystanowa 676 /US Route 30, PATCO Speedline i chodnik dla pieszych.
Most został otwarty jako część wystawy półrocznej z 1926 roku, z okazji 150. rocznicy podpisania Deklaracji Niepodległości Stanów Zjednoczonych. Od 1926 do 1929 był mostem o najdłuższym (pojedynczym) przęśle ze wszystkich wiszących mostów na świecie.

## Historia
Plany budowy mostu, który miałby odciążyć promy na rzece Delaware, rozpoczęły się już w 1818 roku. Ówczesny plan przewidywał wykorzystanie wyspy Smith/Windmill, wąskiej wyspy u wybrzeży Filadelfii. Dopiero w latach 10. XX wieku rozpoczęły się działania. Komisja Wspólna Mostu Rzeki Delaware (obecnie Zarząd Portu Rzeki Delaware) została utworzona w 1919 roku.
Głównym inżynierem mostu był urodzony w Polsce Rudolf Modrzejewski, projektantem był Leon Moisseiff, architektem nadzorującym był Paul Philippe Cret, a inżynierem budowlanym Montgomery B. Case. Prace rozpoczęto 6 stycznia 1922 r. W szczytowym okresie budowy przy moście pracowało 1300 osób, a 15 zginęło podczas jego budowy. Most został pierwotnie pomalowany przez komercyjną firmę malarską należącą do Davida A. Salkinda z Filadelfii, która również malowała most Golden Gate. Most został otwarty dla ruchu 1 lipca 1926 roku, trzy dni przed planowanym otwarciem w 150. rocznicę podpisania Deklaracji Niepodległości. Po ukończeniu był mostem wiszącym z najdłuższym na świecie przęsłem o długości 533 metrów, aż do otwarcia Ambassador Bridge w 1929 roku.
Nazwę zmieniono na „Benjamin Franklin Bridge” w 1955 roku, gdy budowano drugi most wiszący na rzece Delaware, łączący Filadelfię i New Jersey (most Walta Whitmana).
Most został zamknięty dla pojazdów 1 lipca 2001 r., aby umożliwić pieszym świętowanie 75. rocznicy jego powstania.

## Budowa

### Tory
Most pierwotnie obejmował sześć pasów ruchu pojazdów i dwa tory tramwajowe na głównym pokładzie, z możliwością szybkiego przejazdu w każdym kierunku poza kratownice usztywniające pokładu, które wznoszą się nad pokładem, a nie leżą pod nim. Tory zostały zbudowane do niestandardowego szerokiego toru systemu tramwajowego Camden firmy Public Service Company w New Jersey; projekt wymagał, aby tramwaje przejeżdżały przez most z Camden do Filadelfii, wjeżdżały do podziemnego terminalu pod zachodnim placem wejściowym mostu i wracały do Camden przeciwległym torem. W kotwicowiskach mostu wybudowano także stacje tramwajowe. Żaden z obiektów tramwajowych nigdy nie został oddany do użytku, ponieważ Służba Publiczna nie przejeżdżała nżadnymi wagonami tramwajowymi przez most od jego otwarcia, aż do porzucenia systemu tramwajowego Camden w 1932 roku; potem tory zostały usunięte, a przestrzeń została zamieniona na pasy dla pojazdów.
Zewnętrzna para torów szybkiego tranzytu została oddana do użytku w 1936 roku wraz z otwarciem metra Bridge Line łączącego Broadway i City Hall w Camden z 8th i Market Streets w Filadelfii; Bridge Line, przedłużona do 16. i Locust w 1952, zaczęła przewozić pociągi PATCO w 1969. Dziś prowadzi PATCO Speedline, która schodzi do tuneli po obu stronach mostu. Zarówno tory kolejowe w kierunku wschodnim, jak i zachodnim oraz konstrukcja wsporcza zostały przebudowane od czerwca 2014 r. i ukończone w październiku 2014 r.

### Droga
Przez most prowadzą autostrady I-676 i US 30, przy czym I-676 prowadzi tylko przez odcinek mostu w stanie New Jersey, ponieważ odcinek mostu po stronie Pensylwanii nie spełnia standardów autostrad międzystanowych. Odcinek drogi I-676 w Pensylwanii (która biegnie ze wschodu na zachód, a nie z północy na południe jak I-676 w New Jersey) kończy się na rampach prowadzących do I-95. I-676 jest jednak podpisany na moście z obu stron, aby mniej dezorientować kierowców. Przed zmianą numeracji autostrad stanowych New Jersey w 1953 r., New Jersey Route 25, Route 43 i Route 45 kończyły się pośrodku mostu, a I-76 prowadziła przez most do 1972 r., kiedy to zmieniono trasę I-676, która do tej pory przebiegała przez most Walta Whitmana.

### Bariery drogowe
Siedem pasów dla pojazdów jest rozdzielonych betonowymi barierami w systemie „road zipper” („drogowy zamek błyskawiczny”), które można mechanicznie przesuwać, aby dostosować pasy do natężenia ruchu lub budowy. Czerwone i zielone sygnalizatory zamontowane na suwnicach wskazują, które pasy są otwarte lub zamknięte dla ruchu w każdym kierunku. Światła wskazują zamknięcia z powodu budowy, wypadku lub awarii, a także rozdzielenie ruchu. Ogólnie rzecz biorąc, w godzinach szczytu porannego są otwarte cztery pasy ruchu w kierunku zachodnim i trzy w kierunku wschodnim, przy czym sytuacja jest odwrotna w godzinach szczytu wieczornego. Zanim w latach 2000–2001 zainstalowano barierę suwakową, jeden pas mostu był zamknięty w godzinach szczytu, aby zmniejszyć ryzyko kolizji czołowych, ponieważ nie było fizycznej bariery oddzielającej ruch w kierunku wschodnim i zachodnim.

### Opłaty drogowe
- Opłata za przejazd w jedną stronę w wysokości 5 USD jest pobierana od pojazdów pasażerskich w kierunku zachodnim (poniżej 7000 funtów (3200 kg) masy całkowitej pojazdu).
- Ciężarówki, pojazdy użytkowe, przyczepy mieszkalne i pojazdy rekreacyjne (ważące co najmniej 7000 funtów (3200 kg). Całkowity ciężar pojazdu) płacą 7,50 USD za oś.
- Seniorzy w wieku 65 lat i starsi mogą skorzystać z programu rabatowego, aby zapłacić 2,50 USD za podróż (zintegrowany z E-ZPass).

### Chodniki
Chodniki dla pieszych biegną po obu stronach mostu, wyniesione i oddzielone od pasów dla pojazdów; z nich tylko jeden jest otwarty na raz. DRPA tymczasowo zamknęła chodniki dla publiczności dzień po zamachach bombowych w Londynie 7 lipca 2005 r., powołując się na obawy związane z bezpieczeństwem. DRPA zamyka również chodnik po opadach śniegu lub jeśli prognoza pogody przewiduje możliwość wystąpienia opadów śniegu i zamknął go pod koniec sierpnia 2011 r. podczas huraganu Irene i pod koniec października 2012 r. podczas huraganu Sandy.